# کورتیس ۱۸تی۱
کورتیس ۱۸تی۱ (به انگلیسی: Curtiss_18) یک هواگرد ملخ‌پیشین تک‌موتوره از نوع جنگنده دو سرنشینه ساخت شرکت Curtiss Engineering Corporation است. هواگرد کورتیس ۱۸تی۱ نخستین پروازش را در ۷ مه ۱۹۱۸ میلادی انجام داد. این هواگرد در سال فوریه ۱۹۱۹ میلادی رسماً معرفی گردید.
طراح این هواگرد، Charles B. Kirkham بود.